# Secret Army Organization
Ne doit pas être confondu avec Organisation de l'armée secrète.
La Secret Army Organization (SAO) (en français : Organisation armée secrète) est une organisation paramilitaire de droite américaine éphémère. Elle fut créée en Californie du Sud en 1971 à la suite de la dissolution du groupe Minutemen par les forces de l’ordre locales. L’organisation, sous le parrainage du Federal Bureau of Investigation (FBI) de sa création à sa dissolution en 1972, se livre à divers actes de violence et d’intimidation pendant cette période. 

## Histoire
La Secret Army Organization, basée à San Diego, en Californie, comprenait « environ une douzaine » de membres locaux et une poignée d’autres répartis dans le sud de la Californie. Elle fut créée après une rencontre tenue les 16 et 17 octobre 1971. Elle est dirigée par deux anciens Minutemen, Howard B. Godfrey et Jerry Lynn Davis. Davis avait participé à l’invasion de la baie des Cochons avec la CIA. La SAO devait remplacer le réseau de renseignement opérationnel du FBI détruit par les forces de l’ordre locales en 1970. 
Selon l’ ACLU, l’opération, connue sous le nom d’« Inlet », utilisait le groupe paramilitaire des Minutemen pour fournir quotidiennement des informations sur les activités des « manifestants et radicaux du pays ». Ces rapports sont signés par John N. Mitchell, procureur général, et Richard Nixon, par le biais de H. R. Halderman (ancien chef de cabinet de la Maison Blanche) et John D. Ehrlichman (ancien conseiller en chef des Affaires Intérieures à la Maison Blanche sous la présidence de Nixon). 

## Activités criminelles
En 1971 et 1972, la SAO commet diverses actions criminelles et provocatrices : incendies de voitures au moyen d’engins incendiaires, cambriolage de maisons de manifestants anti-guerre, saccage de bureaux et de lieux de travail. L’Union de San Diego décrit la SAO comme « une infrastructure conçue de manière centralisée et financée par l'extérieur, conçue pour le terrorisme et le sabotage », dont les actions sont « approuvées par l'organisme d'application de la loi le plus puissant et le plus respecté du pays, le Federal Bureau of Investigation »,. 

## Rapport de l’ACLU
Le 26 juin 1975, la section de la Californie du Sud de l’Union américaine pour les libertés civiles dépose un rapport auprès des enquêteurs du Sénat alléguant que le Federal Bureau of Investigation a joué un rôle déterminant dans la création et le fonctionnement du SAO de San Diego. La remise de ce rapport intervient deux jours seulement après que le FBI eut publiquement reconnu son implication dans le programme national de contre-espionnage COINTELPRO, avec des activités s’étendant de mai 1968 à avril 1971, bien que les opérations SAO connues contrediraient cette affirmation avec une extension jusqu’en 1972. 

## Liens avec le FBI
Témoignage de 1972
Le FBI choisit Howard Berry Godfrey pour diriger la SAO après l’avoir déjà utilisé comme informateur dans les Minutemen au cours des trois années précédentes. Il finance plus de 75 % des dépenses du groupe, recrute de nouveaux membres, fourni les explosifs du groupe et sélectionne leurs cibles. En juillet 1972, il témoigne devant un grand jury qu’il a aidé à mettre sur pied l’organisation de la SAO sur instructions du FBI dans le but de terroriser les activistes radicaux locaux. Il déclare également que, tout en dirigeant la SAO, il a été en contact constant avec le Bureau par l’intermédiaire de son superviseur désigné par le FBI, l’agent spécial Steven L. Christiansen, auquel il rendait compte quotidiennement. 
Témoignage de 1973
En 1973, durant le procès d’un autre membre de la SAO reconnu coupable d’avoir commis un attentat à la bombe contre une salle de cinéma, Godfrey déclare également que le FBI lui a fourni au total entre 10 000 et 20 000 $ d’armes et d’explosifs sur une période de cinq ans. Il précise qu’il a été payé 250 $ par mois par le Bureau, qui prenait en plus à sa charge les dépenses. 
Un autre informateur du FBI, John Rasperry, a admis avoir été chargé par le Bureau durant l’hiver 1971-1972 d’assassiner un professeur marxiste de l’Université de San Diego, Peter G. Bohmer. Le projet n’a finalement pas abouti, bien que le FBI attentera à la vie de Bohmer l’année suivante. 
En avril 1972, le FBI lance une nouvelle opération, en recrutant alors un membre du groupe contre la subversion  « Red Sauad » du service de police de San Diego, Gil Romero, ayant une expérience antérieure avec lui en tant qu’informateur FBI, dirigé par un infiltré, l’officier de police de San Diego et J. M. Lopez. Selon le rapport de l’ACLU, Bohmer et Lincoln Bueno (membre de l’organisation chicano d’extrême gauche Brown Berets) devaient être attirés de l’autre côté de la frontière vers un endroit éloigné de Tijuana, au Mexique, où ils seraient assassinés par la police fédérale mexicaine près d’une fausse cache d’armes à feu de contrebande. L’avocat de l’ACLU, H. Peter Young, a affirmé que ce projet a été abandonné après le déplacement de la convention républicaine à Miami Beach en Floride.
Liens avec la Maison Blanche
Outre le contrôle direct exercé par le FBI sur les opérations de la SAO, la Maison Blanche aurait utilisé Donald H. Segretti pour communiquer avec l’organisation. Ce dernier fut condamné pour son rôle dans l’organisation d’une campagne d’espionnage politique et de sabotage contre les démocrates en 1972. Selon l’ACLU, Segretti aurait dit à la SAO qu’il fallait se « débarrasser » de toute personne qui causerait des problèmes lors de la convention républicaine de 1972, apparemment en référence au prétendu « plan Liddy » décrit lors des audiences du Sénat du Watergate. Le plan portait le nom de G. Gordon Liddy, ancien conseiller du Comité pour la réélection du président, et aurait entraîné l’enlèvement de manifestants et leur envoi au Mexique.

## Dissolution
Howard Berry Godfrey, « sur l’insistance du FBI » n’a jamais été poursuivi pour ses activités liées à la SAO. Pompier avant de travailler pour le FBI, il est recruté en 1975 par le California State Fire Marshall’s Office. 
Après les révélations publiques par Godfrey des relations de la SAO avec le FBI et le retrait du soutien du Bureau, l’organisation s’est rapidement effondrée. 

## Articles liés
- Aginter Press
- Stay-Behind en Belgique
- COINTELPRO
- Opération CHAOS
- Gladio
- Organisation de l’armée secrète
- Stay-behind